# تيري برينان
تيري برينان (بالإنجليزية: Terry Brennan)‏ هو سياسي أيرلندي، ولد في 24 مايو 1942 في جمهورية أيرلندا. حزبياً، نشط في فاين جايل. وقد انتخب عضو مجلس الشيوخ من أيرلندا عن دائرة Labour Panel ‏ وقد انضم خلال فترته النيابية ‏ (25 مايو 2011 – 9 فبراير 2016)  للكتلة البرلمانية فاين جايل.